# (8250) Cornell
(8250) Cornell ist ein Asteroid des Hauptgürtels, der am 2. September 1980 vom US-amerikanischen Astronomen Edward L. G. Bowell an der Anderson Mesa Station (IAU-Code 688) des Lowell-Observatoriums in Coconino County entdeckt wurde.
Der Asteroid wurde am 28. Juli 1999 anlässlich der gleichzeitig stattfindenden Konferenz „Asteroids, Comets, Meteors“ nach der 1865 in Ithaca im US-Bundesstaat New York gegründeten Cornell University benannt, die das Arecibo-Observatorium in Puerto Rico betreibt.